# 莫普里夫西克
48°3′30″N 34°43′46″E / 48.05833°N 34.72944°E
莫普里夫西克（烏克蘭語：Багате）是烏克蘭中部的村莊，隸屬第聶伯羅彼得羅夫斯克州的第聶伯羅區。該村處於特里圖茲納河左岸，始建於1925年，面積1.5平方公里，海拔高度116米，2001年人口284。